# Binace
Binace je v římskokatolické církvi povolení knězi sloužit v jednom dni dvě mše, popřípadě i tři mše (trinace). Toto povolení je knězi oprávněn udělit místní ordinář; uděluje se zejména pro neděle a svátky.
| „                | S výjimkou případů, v nichž podle ustanovení práva je dovoleno vícekrát během téhož dne sloužit nebo koncelebrovat mši, není knězi dovoleno vícekrát než jednou za den sloužit mši. Jestliže je nedostatek kněží, může místní ordinář dovolit, aby kněží ze spravedlivého důvodu sloužili mši dvakrát během téhož dne, anebo vyžaduje-li to pastorační nutnost, i třikrát, a to o nedělích a zasvěcených svátcích. | “ |
| — CIC, kánon 905 | |   |

## Situace v ČR
Vzhledem k nedostatku kněží v České republice je na základě rozhodnutí ČBK českým kněžím trvale dovoleno binovat i trinovat.